# 赫淮斯托斯神庙
赫菲斯托斯神廟是一座大致保存完好的古希腊神廟，供奉古希臘神話中的火神和匠神赫菲斯托斯，多立克柱式，位于雅典古市集（Agora）的西北侧，Agoraios Kolonos山顶。
从7世纪到1834年，它曾是希腊东正教的圣乔治教堂。1833年2月2日，在庆祝第一位希腊国王奥托一世抵达期间，举行最后一场弥撒。1834年，奥托一世下令将其改作博物馆，直到1934年，恢复为古老的纪念碑，并进行广泛的考古研究。

## 参考文献

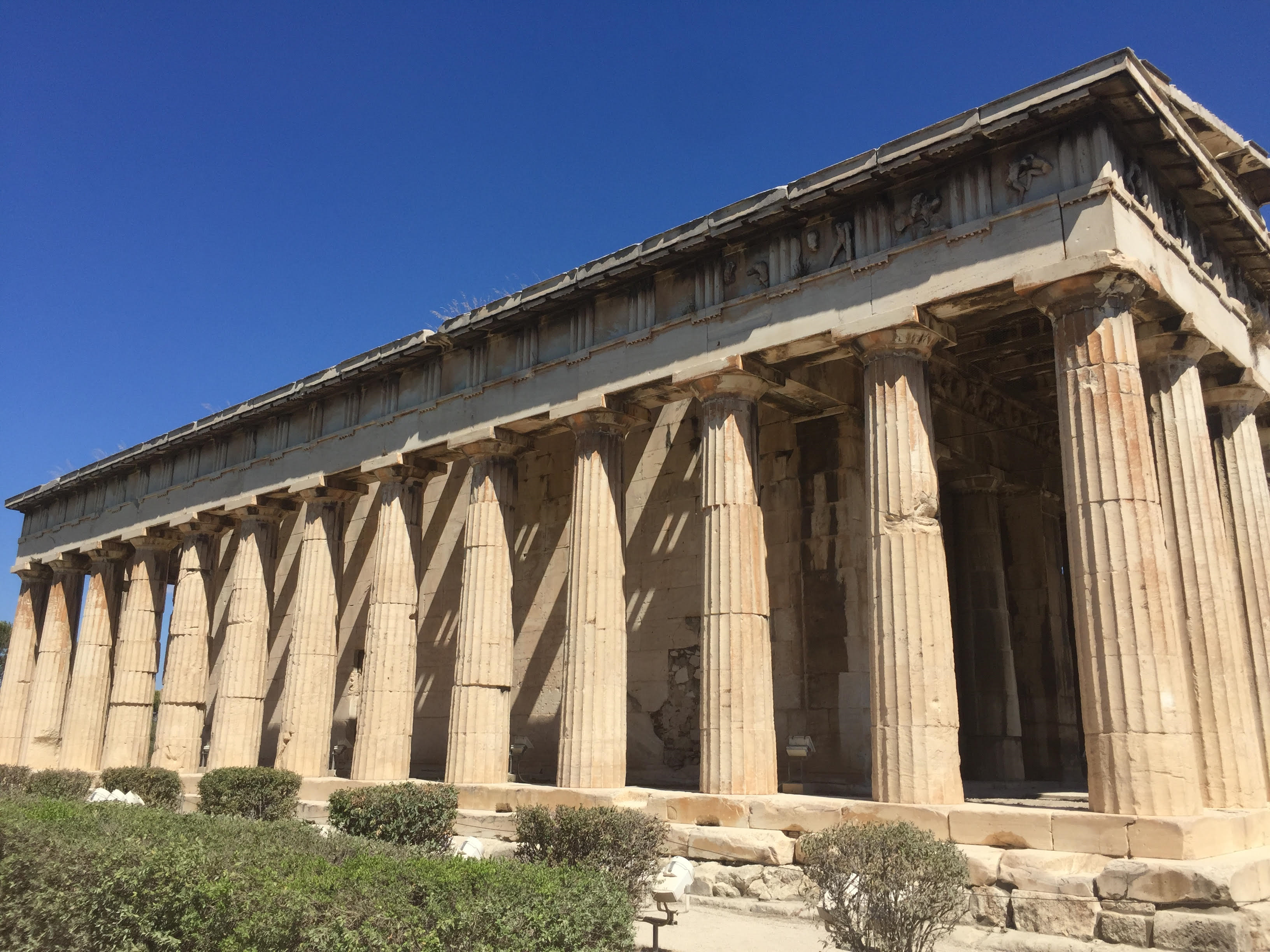

## 仿建

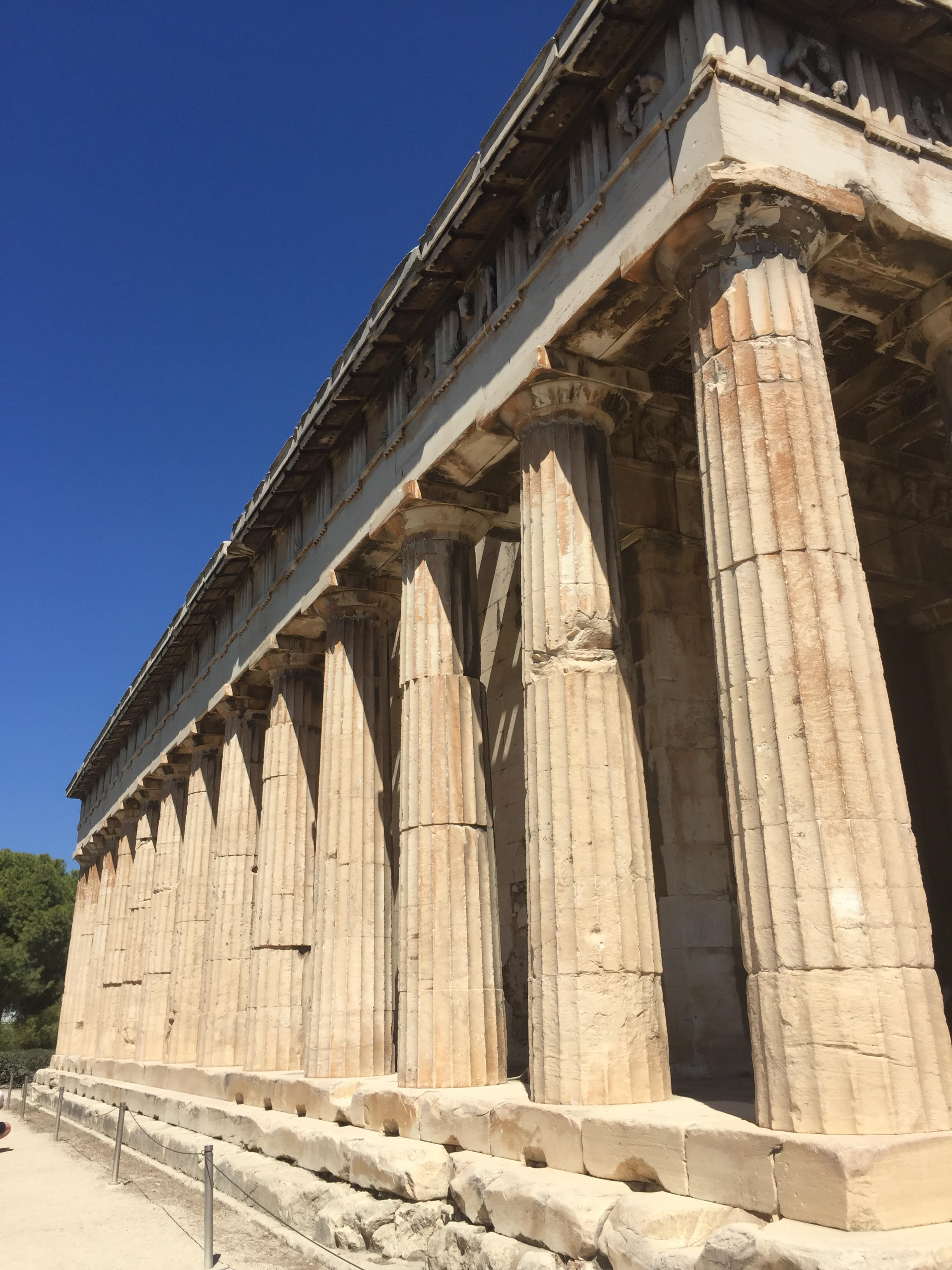

- 皇家中学 (爱丁堡)（1829年）